# Pažiť
Pažiť es un municipio situado en el distrito de Partizánske, en la región de Trenčín, Eslovaquia. Tiene una población estimada, en marzo de 2023, de 505 habitantes.
Está ubicado al sur de la región, cerca del río Nitra (cuenca hidrográfica del Danubio) y de la frontera con la región de Nitra.

## Demografía
| Año        | 1994 | 2004     | 2014    | 2024     |
| ---------- | ---- | -------- | ------- | -------- |
| Población  | 339  | 404      | 440     | 502      |
| Diferencia |      | +19,17 % | +8,91 % | +14,09 % |

| Año        | 2023 | 2024    |
| ---------- | ---- | ------- |
| Población  | 505  | 502     |
| Diferencia |      | −0,59 % |